# Shine / Ride on
Shine/Ride on là đĩa đơn tiếng Nhật thứ mười ba của Tohoshinki, phát hành ngày 19 tháng 9 năm 2009, bởi rhythm zone. Đĩa đơn xếp thứ 2 ngay tuần đầu phát hành chỉ sau đĩa đơn "Talkin' 2 Myself" của Hamasaki Ayumi.
"Shine" được chọn làm ca khúc chủ đề cho phim truyền hình O•Banzai! (お・ばんざい!).

## Danh sách bài hát

### CD
| STT              | Nhan đề                            | Phổ lời          | Phổ nhạc                                                            | Thời lượng |
| ---------------- | ---------------------------------- | ---------------- | ------------------------------------------------------------------- | ---------- |
| 1.               | "SHINE"                            | H.U.B            | REO                                                                 | 4:32       |
| 2.               | "Ride on"                          | H.U.B            | Philippe-Marc Anquetil, Christopher Lee-Joe, Iain James Farquharson | 3:28       |
| 3.               | "Lovin' you-Harus deep water mix-" | H.U.B            | Mikio Sakai                                                         | 5:42       |
| 4.               | "SHINE (Less Vocal)"               |                  |                                                                     | 4:32       |
| 5.               | "Ride on (Less Vocal)"             |                  |                                                                     | 3:28       |
| Tổng thời lượng: | Tổng thời lượng:                   | Tổng thời lượng: | Tổng thời lượng:                                                    | 19:42      |

### DVD
1. SHINE (Music Video)
2. Offshot Movie

## Xếp hạng

### OriconSales Chart (Japan)
| Ngày phát hành      | Chart                        | Thứ hạng cao nhất | Tổng lượng bán ra | Chart Run |
| ------------------- | ---------------------------- | ----------------- | ----------------- | --------- |
| 19 tháng 9 năm 2007 | Oricon Daily Singles Chart   | 2                 |                   |           |
| 19 tháng 9 năm 2007 | Oricon Weekly Singles Chart  | 2                 | 41.978            | 6 tuần    |
| 19 tháng 9 năm 2007 | Oricon Monthly Singles Chart | 12                |                   |           |
| 19 tháng 9 năm 2007 | Oricon Yearly Singles Chart  |                   |                   |           |

## Ngày phát hành
| Ngày                | Quốc gia | Định dạng                   | Nhãn đĩa         |
| ------------------- | -------- | --------------------------- | ---------------- |
| 19 tháng 9 năm 2007 | Nhật Bản | CD CD+ DVD digital download | Rhythm Zone      |
| 28 tháng 9 năm 2007 | Hàn Quốc | CD CD+ DVD digital download | SM Entertainment |